# Базівка
Базівка — один з давніх кутків Коломиї, що містився в районі теперішніх вулиць Володимира Гнатюка, Кирила Блопського, Подільської та Луки Данкевича, біля Зеленого господарства та нового озера. Походить від прізвища власника млина, який стояв там до 1920-х, — єврея Базя. Можливо, він жив у 19 столітті. Біля млина була млинівка.